# Liste der Kulturdenkmale in Kankelau
In der Liste der Kulturdenkmale in Kankelau sind alle Kulturdenkmale der schleswig-holsteinischen Gemeinde Kankelau (Kreis Herzogtum Lauenburg) aufgelistet (Stand: 10. März 2025).

## Legende
In den Spalten befinden sich folgende Informationen:
- Objekt-ID: die Nummer des Kulturdenkmales
- Lage: die Adresse des Kulturdenkmales und die geographischen Koordinaten. Kartenansicht, um Koordinaten zu setzen. In der Kartenansicht sind Kulturdenkmale ohne Koordinaten mit einem roten Marker dargestellt und können in der Karte gesetzt werden. Kulturdenkmale ohne Bild sind mit einem blauen Marker gekennzeichnet, Kulturdenkmale mit Bild mit einem grünen Marker.
- Offizielle Bezeichnung: Bezeichnung des Kulturdenkmales
- Beschreibung: die Beschreibung des Kulturdenkmales
- Bild: ein Bild des Kulturdenkmales

## Bauliche Anlagen
| Objekt-ID      | Lage                                         | Offizielle Bezeichnung             | Beschreibung | Bild            |
| -------------- | -------------------------------------------- | ---------------------------------- | --- | --------------- |
| 13295 Wikidata | Am Brink (53° 32′ 58″ N, 10° 34′ 4″ O)       | Dorfplatz „Am Brink“ mit Baumkranz | Alteintragung (Aktualisierung vorgesehen) - Begründung: geschichtlich, städtebaulich, Kulturlandschaft prägend - Schutzumfang: Dorfplatz "Am Brink" mit Baumkranz, Ehrenmal Weltkriege, umlaufendes Feldsteintrockenmauerwerk, Gehölzbestand - Denkmaltyp: Bauliche Anlage                         | Fotos hochladen |
| 123 Wikidata   | Talkauer Weg 2 (53° 32′ 58″ N, 10° 34′ 7″ O) | Fachhallenhaus                     | Das Rauchhaus wurde um das Jahr 1654 erbaut. Später wurde das Zweiständer-Hallenhaus mehrmals erweitert. Alteintragung (Aktualisierung vorgesehen) - Begründung: Alteintragung (Aktualisierung vorgesehen) - Schutzumfang: Alteintragung (Aktualisierung vorgesehen) - Denkmaltyp: Bauliche Anlage | Fotos hochladen |

## Quelle
- Liste der Kulturdenkmale in Schleswig-Holstein – Herzogtum Lauenburg (PDF)

- Karte mit allen Koordinaten:
- OSM |
- WikiMap